# Ochotnicza Straż Pożarna w Sowinie
Ochotnicza Straż Pożarna w Sowinie – organizacja społeczna, powołana do życia w 1911 roku. Jest zrzeszona w Związku Ochotniczych Straży Pożarnych Rzeczypospolitej Polskiej. Jednostka działa w powiecie jasielskim, gminie Kołaczyce.

## Założyciele
- Michał Kopeć – wójt gminy Sowina[1]
- Wojciech Rozpara – kierownik szkoły
- Stanisław Jachym – pierwszy komendant-naczelnik
- Michał Nowak
- Józef Lechwar
- Józef Stasiowski
- Jan Frączek
- Władysław Kopeć
- Maciej Kopeć
- Michał Jurkowski

Prezesem OSP był prezes Kółka Rolniczego – Wojciech Rozpara

## Historia

### OSP w regionie
Polskie pożarnictwo liczy ponad 630 lat. Już w 1374 roku Rada Miejska Krakowa wprowadziła przepisy zwane „porządkami ogniowymi”, które określały nakazy przestrzegania bezpieczeństwa ogniowego wraz z czynnościami ratowniczymi dla mieszkańców. Akcją gaśniczą kierował burmistrz, a potem gdy powstały „drużyny ogniowe”, akcją kierował „rotmistrz”. a strażaków nazywano „szprycmajstrami”. Rozwój ochotniczych straży przypada na I i II połowę XIX wieku. W Warszawie straż powstała w 1836 roku, w Bieczu 1857 roku. W 1867 roku w Jaśle, Gorlicach i Sanoku w 1872 roku. W Kołaczycach w 1885 r., Dębowcu – w 1887 r., Warzycach – w 1899 r., Sieklówce – w 1900 r., Lublicy – w 1902 r., Bieździedzy – w 1905 r. Natomiast w Sowinie i Nawsiu Kołaczyckim w 1911 roku. Powstawanie straży pożarnych („ogniowych”) wynikało z konieczności losowych. Ówczesne budownictwo wiejskie, to drewniane, zatem łatwopalne domy i obejścia gospodarskie. W 1875 roku we Lwowie powołano „Krajowy Związek OSP – Królestwa Galicji i Lodomerii z Wielkim Księstwem Krakowskim” – do koordynowania działalności jednostek strażackich. W 1890 roku powstał w Jaśle oraz okolicznych miastach – Związek Okręgowy

### OSP w Sowinie
Na mocy ustawy o policji ogniowej z 1891 roku i Regulaminu Ogniowego dla miasta Kołaczyc w 1911 powstała „drużyna ogniowa”, tzw. „Wiejskie Pogotowie Ogniowe” w składzie 12-członków, tzw. „fajermanów”, która została przeszkolona przez Karola Żmudzkiego z Kołaczyc. Drużyna została zarejestrowana w „Zwierzchności Gminnej w Sowinie” jako stowarzyszenie „Ochotnicza Straż Pożarna przy Kółku Rolniczym w Sowinie”.
Wójt gminy, Michał Kopeć wraz z innymi zaopatrzyli straż w bardzo prosty sprzęt strażacki: wiaderka drewniane wykonane przez miejscowych rzemieślników, bosaki (osęki), drabinę dachową i sikawki ręczne drewniane (jedna jest w Izbie Muzealnej w Kołaczycach). W latach 1912–1914 straż uczestniczyła w pożarach w Sowinie, Bieździedzy oraz Januszkowicach (przysiółek „Kopaliny”). Jednak aż do wybuchu I wojny światowej w 1914 roku nie rozwinęła szerzej działalności z wyjątkiem ćwiczeń na placu przyszkolnym i szkoleń teoretycznych. W 1914 roku prawie wszyscy strażacy powołani zostali do armii austriackiej i poszli na front. Niektórzy z wojny nie wrócili (Jan Liszka, Stanisław Nowak). Jan Jachym był w niewoli w Rosji, powrócił w 1920 roku. W 1921 roku Wojciech Rozpara, Michał Kopeć i Jan Jachym oraz młody wówczas strażak Adolf Jachym – reaktywowali straż. Do straży wstąpiło wówczas 12-u członków. Na pierwszym zebraniu uchwalono statut i wybrano Zarząd OSP. Komendantem został wspomniany Jan Jachym, a sekretarzem Wojciech Rozpara.
Mieszkańcy wsi zbudowali Dom Ludowy a obok niego szopę-remizę strażacką a Zwierzchność Gminna przy pomocy „zbiórki wiejskiej” zakupiła sikawkę czterokołową – Sanocka sikawka nr 23 produkowana przez Fabrykę „Sonowag” w Sanoku. Poza tym zakupiono kilkanaście mundurów, czapki rogatywki, pasy „z zatrzaśnikiem” i toporki. W następnych latach straż została przeszkolona wraz z otrzymaniem świadectw ukończenia 3-dniowego kursu.
W okresie międzywojennym naczelnik Adolf Jachym był przeszkolony na kursie I stopnia w 1934 roku w Brzostku i II stopnia w 1935 roku w Jaśle.
Przed wybuchem II wojny światowej 8-osobowa drużyna była przeszkolona w zakresie ochrony przeciwgazowej i przed nalotem samolotów (szkolił komendant „Strzelca” w Kołaczycach – Jan Młodecki).
W 1939 roku kilkunastu strażaków zmobilizowano do Wojska Polskiego. W czasie okupacji straż była czynna (liczyła ponad 40 osób przymusowo wcielonych), jako „Przymusowa Straż Pożarna”. Oprócz normalnych zadań strażacy pełnili warty nocne, pracowali przy odśnieżaniu i remoncie drogi Sowina-Bieździedza. Podczas wysiedlenia w 1944 roku Adolf Jachym część sprzętu gaśniczego ukrył w swoim gospodarstwie, w tym sikawkę, która potem służyła strażakom aż do otrzymania w 1955 roku motopompy M-200, tzw. „Leopoldki”.

### Akcje gaśnicze i inne
Na przestrzeni dziejów strażacy w Sowinie oprócz swojego powołania czynnie uczestniczyli w życiu społecznym wsi i brali udział we wszystkich wiejskich przedsięwzięciach:
- 1911-1912 – budowa szopy-remizy i zakup „Sanockiej sikawki nr 23"
- 1914 – udział w gaszeniu pożarów w Bieździedzy i w Januszkowicach (przysiółek „Kopaliny”)
- 1914 - udział kilku członków OSP na frontach I wojny światowej w Legionach Piłsudskiego i w Armii Hallera: J. Grzebieniowski, Wł. Jachym, M. Jałowiecki, J. Kopeć, S. Lejkowski, S. Liszka, Stefan Liszka, J. Przywara, A. Stasiowski, M. Stasiowski, Fr. Szafraniec, M. Wilisowski, Fr. Zapór; na wojnie zginęli: P. Liszka, S. Nowak[3]
- 1920 - udział członków OSP w bitwie pod Warszawą: Stanisław Jachym, Wojciech Kutyna, Wł. Lechwar, Jan Lejkowski, Jan Liszka, s. Stanisława, Andrzej Żmuda[4]
- 1939–1940 - udział członków OSP działaniach wojennych
- 1950 – służba wybranych strażaków w „Oddziale Kosynierów z Bieździedzy”
- 1951 – Zawody w Jaśle (V miejsce na 10 drużyn)
- 1954 – straż otrzymuje motopompę „M-200"
- 1956 – I Powiatowe Zawody (I miejsce w grupie)
- 1960-1970 – 45 razy straż bierze udział w różnych akcjach (pożary, powodzie)
- 1964 – OSP w jednostkach typu „Km” (zaszeregowanie do typu „Km” dotyczy jednostek posiadających w dyspozycji: motopompę, wóz strażacki konny z możliwością doczepienia do traktora) przeszkolenie 18 strażaków (kurs I stopnia)
- 1967 – elektryfikacja wsi – pomoc w stawiania słupów trakcji elektrycznej
- 1973-1975 – budowa kościoła filialnego (współudział)
- 1975-1985 – budowa szkoły (współudział)
- 1986-1993 – budowa remizy i Domu Strażaka
- 1990-1995 – budowa sieci gazowniczej (współudział)
- 1995 – III miejsce w zawodach sportowo-pożarniczych w Kołaczycach
- 2000 – przyjęcie samochodu gaśniczego – „UAZ” z OSP w Bieździedzy
- 2005 - rejestracja „Stowarzyszenia OSP w Sowinie”[5]
- 2005 – zakup samochodu gaśniczego – Ford Transit 350M
- 2006 – (30 kwietnia) ufundowanie przez sponsorów sztandaru dla OSP
- 2011 - (21 sierpnia) obchody 100-lecia istnienia OSP

## Władze OSP (wybór)
1929
- Zarząd: Jakub Kopeć-wójt gminy, prezes OSP; Adolf Jachym-komendant OSP; Wojciech Rozpara-sekretarz i skarbnik
- Komisja rewizyjna: Józef Lechwar, Tomasz Stasiowski, Władysław Żygłowicz
- Członkowie: Izydor Długosz, Antoni Frączek, Piotr Gozdecki, Michał Jachym, Władysław Jachym, Piotr Kopec, Stanisław Kopec, Łukasz Lechwar, Stanisław Lechwar, Jan Liszka (Sowina Górna), Władysław Maczuga, Tadeusz Mamroł, Stanisław Podgórski, Michał Stasiowski, Stanisław Stasiowski, Jan Wójtowicz

1969
- Zarząd: Antoni Frączek-prezes, Stanisław Kopeć-zca prezesa, Stafan Lejkowski-naczelnik, Jan Jurkowski-sekretarz, Czesław Stasiowski-skarbnik, Tadeusz Lejkowski-gospodarz
- Komisja rewizyjna: Stefan Nowak, Leon Stasiowski, Stanisław Grzebieniowski

1993
- Zarząd: Władysław Skibiński-prezes, Stefan Lejkowski-naczelnik, Czesław Stasiowski, Jan Lejkowski, Stanisław Grzebieniowski-kierowca
- Komisja rewizyjna: Tadeusz Kopeć, Wiesław Lechwar, Jan Palar

2001
- Zarząd: Władysław Skibiński-Prezes, Wiesław Stasiowski-naczelnik, Tadeusz Stasiowski, Czesław Stasiowski, Jan Smalara, Jan Lejkowski
- Komisja rewizyjna: Wiesław Lechwar, Tadeusz Kopeć, Jan Palar

2006
- Zarząd: Zbigniew Szczerba-prezes, Jan Liszka-wiceprezes, Wiesław Stasiowski-naczenik, Stanisław Rogaczewski-sekretarz, Szczepan Lejkowski, Tadeusz Stasiowski, Wincenty Skwarek, Jan Lejkowski
- komisja rewizyjna: Tadeusz Kopeć, Wiesław Lechwar, Józef Stec
- Druhowie: Krzysztof Błoniarz, Wacław Błoniarz, Stanisław Grzebieniowski, Bolesław Lechwar, Andrzej Lejkowski, Janusz Lejkowski, Szczepan Lejkowski, Józef Niziołek, Jan Palar, Wincenty Skwarek, Marek Stasiowski, Janusz Stec, Łukasz Stec, Zdzisław Stec, Zbigniew Szczerba, Adam Wilisowski, Mariusz Wilisowski, Jerzy Zygłowicz, Józef Żygłowicz

### Baza techniczna
- Sanocka sikawka nr 23 – (egzemplarz muzealny - remiza)
- Motopompa M-200 – (egzemplarz muzealny -remiza)
- Lekki samochód pożarniczy „UAZ” - (kasacja)
- Samochód pożarniczy Ford Transit 350m - (remiza)
- Remiza strażacka
- Wyposażenie specjalistyczne – zgodne z wymogami technicznego wyposażenia jednostek straży pożarnych